# Miki Del Prete
Miki Del Prete, all'anagrafe Michele Del Prete (Bari, 23 luglio 1935), è un paroliere e produttore discografico italiano, fra i più attivi e conosciuti in Italia negli anni sessanta e settanta del novecento, autore di brani come Nessuno mi può giudicare per Caterina Caselli, Tripoli 1969 per Patty Pravo, Bang bang per Dalida e molti altri per Adriano Celentano come Il ragazzo della via Gluck e La coppia più bella del mondo.

## Biografia
Miki Del Prete ha lavorato principalmente con Adriano Celentano e gli altri artisti del Clan, anche se qualche volta ha scritto canzoni per artisti esterni.

Come produttore ha lavorato dal 1981 al 1987 su tutti i dischi del Clan Celentano, come direttore della casa discografica.

### Gli inizi
Del Prete è pugliese come la famiglia di origine di Adriano Celentano. Figlio del calciatore del Bari Mario Del Prete si trasferisce in Lombardia nel 1939 quando il padre viene ceduto al Como. Amico del ballerino Bruno Dossena (l'organizzatore del primo festival del rock'n'roll italiano) e ballerino di rock'n'roll egli stesso, diviene amico di Adriano Celentano nel 1957, quando riesce ad organizzare due settimane di ingaggio per il vincitore del Festival nell'estate di quell'anno, una al Morgana di Sanremo ed una al Muretto di Alassio.
Celentano e i Rock Boys cantano gratis, in cambio di due settimane di villeggiatura pagata, e da quel momento nasce l'amicizia tra i due.
Nel 1958 fonda la casa discografica Smeraldo Records insieme al conte Gianfranco Longoni
Nel 1960 scrive il suo primo testo per una canzone di Celentano, Impazzivo per te: la canzone riscuote molto successo, e da quel momento Del Prete diventa un collaboratore stabile del molleggiato.

### Il Clan
È proprio con Del Prete che Celentano decide di fondare una casa discografica, il Clan Celentano, che raggruppasse tutti i musicisti suoi amici, sul modello di ciò che aveva fatto oltreoceano Frank Sinatra. Del Prete inizia a scrivere i testi anche per altri artisti della casa discografica, come Ricky Gianco e Don Backy.
Nel 1964 Del Prete fonda la casa discografica Fantasy, affidandosi per la distribuzione al Clan.
Il 1966 è l'anno di quello che è un grande successo, scritto da Del Prete al di fuori del Clan: si tratta di Nessuno mi può giudicare, incisa da Caterina Caselli e da lei presentata al Festival di Sanremo 1966.
Nel 1975 collabora anche alla sceneggiatura del film Yuppi du, diretto da Celentano.

### La Kansas
Del Prete fonda anche, nel 1965, una sua casa discografica, in collaborazione con Domenico Serengay: è la Kansas, distribuita dal Clan.
Tra gli artisti scoperti e lanciati da Del Prete i più noti sono senza dubbio i Camaleonti; alla fine del decennio si ritira dalla gestione dell'etichetta, lasciandola al solo Serengay.

### Autobiografia
Nel 2024 ha pubblicato la sua autobiografia, intitolata Il mio amico per la pelle

### Vita privata
Il 2 giugno 1965 Del Prete ha sposato Liliana Massaro.

## Canzoni scritte da Miki Del Prete
| Anno | Titolo                                    | Autori del testo                                    | Autori della musica                          | Interpreti                         |
| ---- | ----------------------------------------- | --------------------------------------------------- | -------------------------------------------- | ---------------------------------- |
| 1960 | Impazzivo per te                          | Miki Del Prete                                      | Adriano Celentano                            | Adriano Celentano                  |
| 1961 | Nata per me                               | Miki Del Prete e Mogol                              | Adriano Celentano                            | Adriano Celentano                  |
| 1962 | Peppermint twist                          | Miki Del Prete e Pinchi                             | Joey Dee e Henry Glover                      | Adriano Celentano                  |
| 1962 | Sei rimasta sola                          | Miki Del Prete                                      | Ricky Gianco                                 | Adriano Celentano                  |
| 1963 | Sabato triste                             | Miki Del Prete                                      | Adriano Celentano e Don Backy                | Adriano Celentano                  |
| 1964 | Il problema più importante                | Miki Del Prete e Luciano Beretta                    | Rudy Clark                                   | Adriano Celentano                  |
| 1964 | È inutile davvero                         | Miki Del Prete e Mogol                              | Gino Santercole                              | Adriano Celentano                  |
| 1965 | Resterò da sola                           | Miki Del Prete                                      | Les Vandyke                                  | Rosy                               |
| 1964 | Ciao ragazzi                              | Miki Del Prete e Mogol                              | Adriano Celentano                            | Adriano Celentano                  |
| 1964 | Chi ce l'ha con me                        | Miki Del Prete e Mogol                              | Natale Massara                               | Adriano Celentano                  |
| 1964 | Uno strano tipo                           | Miki Del Prete e Mogol                              | Adriano Celentano e Don Backy                | Adriano Celentano                  |
| 1964 | Non mi dir                                | Miki Del Prete e Claudio Adorni                     | Alex Alstone e George Tabet                  | Adriano Celentano                  |
| 1965 | La festa                                  | Miki Del Prete e Luciano Beretta                    | Natale Massara                               | Adriano Celentano                  |
| 1966 | Il ragazzo della via Gluck                | Miki Del Prete e Luciano Beretta                    | Adriano Celentano                            | Adriano Celentano                  |
| 1966 | Chi era lui                               | Miki Del Prete e Mogol                              | Paolo Conte                                  | Adriano Celentano                  |
| 1966 | Il mare non racconta mai (I go to pieces) | Miki Del Prete e Luciano Beretta                    | Del Shannon                                  | Camaleonti                         |
| 1966 | I capelloni (over and over)               | Miki Del Prete e Luciano Beretta                    | Robert James Byrd                            | Camaleonti                         |
| 1966 | Se vuoi restare sola                      | Miki Del Prete e Domenico Serengay                  | Mario Piovano                                | Cavernicoli                        |
| 1966 | Tu credi in me (And my baby's gone)       | Miki Del Prete, Menegazzi e Domenico Serengay       | Michael Pinder e Denny Laine                 | Camaleonti                         |
| 1966 | Mondo in mi 7°                            | Miki Del Prete e Luciano Beretta e Mogol            | Adriano Celentano                            | Adriano Celentano                  |
| 1966 | Una festa sui prati                       | Miki Del Prete e Luciano Beretta e Mogol            | Adriano Celentano                            | Adriano Celentano                  |
| 1966 | Nessuno mi può giudicare                  | Miki Del Prete e Luciano Beretta                    | Daniele Pace e Mario Panzeri                 | Caterina Caselli Adriano Celentano |
| 1966 | Ma con chi                                | Miki Del Prete e Luciano Beretta                    | Adriano Celentano                            | Solidea                            |
| 1966 | Chi era lui                               | Miki Del Prete e Mogol                              | Paolo Conte                                  | Adriano Celentano                  |
| 1966 | Bang bang                                 | Miki Del Prete e Alessandro Colombini               | Sonny Bono                                   | Dalida                             |
| 1967 | È ritornato "l'uomo del banjo"            | Miki Del Prete e Luciano Beretta                    | Jerry Herman                                 | Ico Cerutti                        |
| 1967 | Niente                                    | Miki Del Prete e Luciano Beretta                    | Ico Cerutti                                  | Ico Cerutti                        |
| 1967 | Più forte che puoi                        | Miki Del Prete e Luciano Beretta                    | Ico Cerutti                                  | Claudia Mori                       |
| 1967 | Tutti contro noi                          | Miki Del Prete, De Lorenzo e Domenico Serengay      | L. Difino                                    | Vampiri                            |
| 1967 | Tre passi avanti                          | Miki Del Prete e Luciano Beretta                    | Adriano Celentano                            | Adriano Celentano                  |
| 1967 | Torno sui miei passi                      | Miki Del Prete e Luciano Beretta                    | Mariano Detto                                | Adriano Celentano                  |
| 1967 | Eravamo in 100.000                        | Miki Del Prete e Luciano Beretta                    | Adriano Celentano                            | Adriano Celentano                  |
| 1967 | La coppia più bella del mondo             | Miki Del Prete e Luciano Beretta                    | Paolo Conte e Michele Virano                 | Adriano Celentano e Claudia Mori   |
| 1967 | Le vitamine                               | Miki Del Prete e Luciano Beretta                    | Adriano Celentano e Detto Mariano            | Teo Teocoli                        |
| 1967 | 30 donne del west                         | Miki Del Prete e Luciano Beretta                    | Adriano Celentano                            | Adriano Celentano e Claudia Mori   |
| 1968 | Una carezza in un pugno                   | Miki Del Prete e Luciano Beretta                    | Gino Santercole                              | Adriano Celentano                  |
| 1968 | Un bimbo sul leone                        | Miki Del Prete e Luciano Beretta                    | Gino Santercole                              | Adriano Celentano                  |
| 1968 | La lotta dell'amore                       | Miki Del Prete e Luciano Beretta                    | Gino Santercole                              | Adriano Celentano                  |
| 1968 | L'attore                                  | Miki Del Prete e Luciano Beretta                    | Adriano Celentano e Lorenzo Pilat            | Adriano Celentano                  |
| 1968 | Non ci fate caso                          | Miki Del Prete e Luciano Beretta                    | C. Calhooum e Nomen                          | Adriano Celentano                  |
| 1968 | La tana del re                            | Miki Del Prete e Luciano Beretta                    | Gino Santercole                              | Adriano Celentano                  |
| 1968 | Tutto da mia madre                        | Miki Del Prete e Luciano Beretta                    | Scott                                        | Adriano Celentano                  |
| 1968 | Napoleone, il cowboy e lo zar             | Miki Del Prete e Luciano Beretta                    | Dickie Thompson e Rusty Keefer               | Adriano Celentano                  |
| 1968 | Il grande Sarto                           | Miki Del Prete e Luciano Beretta                    | Gino Santercole                              | Adriano Celentano                  |
| 1968 | L'ora del boogie                          | Miki Del Prete e Luciano Beretta                    | Bill Haley, Johnny Grande e Billy Williamson | Adriano Celentano                  |
| 1968 | Il filo di Arianna                        | Miki Del Prete e Luciano Beretta                    | Gino Santercole                              | Adriano Celentano                  |
| 1968 | Miseria nera                              | Miki Del Prete e Luciano Beretta                    | Gino Santercole                              | Adriano Celentano                  |
| 1969 | Lirica d'inverno                          | Miki Del Prete e Luciano Beretta                    | Adriano Celentano                            | Adriano Celentano                  |
| 1969 | La storia di Serafino                     | Miki Del Prete e Luciano Beretta                    | Adriano Celentano e Carlo Rustichelli        | Adriano Celentano                  |
| 1969 | La pelle                                  | Miki Del Prete e Luciano Beretta                    | Gino Santercole                              | Adriano Celentano                  |
| 1969 | Storia d'amore                            | Miki Del Prete e Luciano Beretta                    | Adriano Celentano                            | Adriano Celentano                  |
| 1969 | L'uomo nasce nudo                         | Miki Del Prete e Luciano Beretta                    | Roberto Negri e Giuseppe Verdecchia          | Adriano Celentano                  |
| 1969 | Tripoli 1969                              | Miki Del Prete e Vito Pallavicini                   | Paolo Conte e Michele Virano                 | Patty Pravo                        |
| 1969 | La rivale                                 | Miki Del Prete e Luciano Beretta                    | Roberto Negri e Lorenzo Pilat                | Katty Line                         |
| 1970 | Il forestiero                             | Miki Del Prete e Luciano Beretta                    | Gino Santercole                              | Adriano Celentano                  |
| 1970 | Chi non lavora non fa l'amore             | Miki Del Prete e Luciano Beretta                    | Adriano Celentano                            | Adriano Celentano                  |
| 1970 | Natale '70                                | Miki Del Prete e Luciano Beretta                    | Giuseppe Verdecchia                          | Adriano Celentano                  |
| 1970 | Stivali e colbacco                        | Miki Del Prete e Fiorenzo Batacchi                  | Eros Sciorilli e Butrowsky                   | Adriano Celentano                  |
| 1970 | Brutta                                    | Miki Del Prete e Luciano Beretta                    | Gino Santercole                              | Adriano Celentano                  |
| 1971 | Occhi bianchi e neri                      | Miki Del Prete e Alberto Testa                      | Eros Sciorilli                               | Mau Cristiani                      |
| 1971 | Voglio regalarti questo disco             | Miki Del Prete e Luciano Beretta                    | Nando De Luca                                | Mau Cristiani                      |
| 1971 | Sotto le lenzuola                         | Miki Del Prete e Luciano Beretta                    | Adriano Celentano                            | Adriano Celentano                  |
| 1971 | Una storia come questa                    | Miki Del Prete                                      | Goffredo Canarini                            | Adriano Celentano                  |
| 1971 | Er più                                    | Miki Del Prete e Luciano Beretta                    | Carlo Rustichelli                            | Adriano Celentano                  |
| 1972 | Quel signore del piano di sopra           | Miki Del Prete, Adriano Celentano e Luciano Beretta | Adriano Celentano                            | Adriano Celentano                  |
| 1977 | Mackintosh                                | Miki Del Prete, Antonello De Sanctis e Romolo Siena | Cristiano Minellono e Adelmo Musso           | Mal                                |
| 1978 | Ti avrò                                   | Miki Del Prete e Cristiano Minellono                | Ronnie Jackson e Danny Baima Besquet         | Adriano Celentano                  |
| 1979 | Soli                                      | Miki Del Prete e Cristiano Minellono                | Toto Cutugno                                 | Adriano Celentano                  |